# Guitar Hero: Warriors of Rock
Guitar Hero: Warriors of Rock, voorheen bekend onder de naam Guitar Hero 6, is het zesde deel in de reeks van muziekspelen genaamd Guitar Hero. Het spel werd gelanceerd in september 2010, en is uitgekomen voor de Wii, Xbox 360 en PlayStation 3.

## Spel
De gameplay bevat een compleet nieuw onderdeel, genaamd 'quest mode'. In deze mode moet de speler proberen de halfgod van de rock te bevrijden, samen met de bandleden. De speler kan de bandleden sterker maken door uitdagingen te winnen. Elk karakter heeft zijn eigen unieke uitdagingen, en ze allemaal voltooien levert een extra voordeel op voor het personage. Zo zal het fictieve personage Lars Umlaut een multiplier van maximaal 6 hebben, terwijl de standaard 4 is.
Alle karakters in het spel zullen fictief zijn, in tegenstelling tot de vorige delen, die allemaal wel een beroemde musicus bevatten.

## Lijst met nummers
De lijst bevat in totaal 93 nummers.
| Song                                   | Artist                              |
| -------------------------------------- | ----------------------------------- |
| "2112 Pt. 1 – Overture"                | Rush                                |
| "2112 Pt. 2 – The Temples of Syrinx"   | Rush                                |
| "2112 Pt. 3 – Discovery"               | Rush                                |
| "2112 Pt. 4 – Presentation"            | Rush                                |
| "2112 Pt. 5 – Oracle: The Dream"       | Rush                                |
| "2112 Pt. 6 – Soliloquy"               | Rush                                |
| "2112 Pt. 7 – Grand Finale"            | Rush                                |
| "Again"                                | Flyleaf                             |
| "Aqualung"                             | Jethro Tull                         |
| "Bat Country"                          | Avenged Sevenfold                   |
| "Been Caught Stealing"                 | Jane's Addiction                    |
| "Black Rain"                           | Soundgarden                         |
| "Black Widow of La Porte"              | John 5 featuring Jim Root           |
| "Bleed It Out"                         | Linkin Park                         |
| "Bloodlines"                           | Dethklok                            |
| "Bodies"                               | Drowning Pool                       |
| "Bohemian Rhapsody"                    | Queen                               |
| "Burn"                                 | Deep Purple                         |
| "Burnin' for You"                      | Blue Öyster Cult                    |
| "Call Me the Breeze" (Live)            | Lynyrd Skynyrd                      |
| "Calling"                              | Strung Out                          |
| "Chemical Warfare"                     | Slayer                              |
| "Cherry Bomb"                          | The Runaways                        |
| "Children of the Grave"                | Black Sabbath                       |
| "Cryin'"                               | Aerosmith                           |
| "Dance, Dance"                         | Fall Out Boy                        |
| "Dancing Through Sunday"               | AFI                                 |
| "Deadfall"                             | Snot                                |
| "Fascination Street"                   | The Cure                            |
| "The Feel Good Drag"                   | Anberlin                            |
| "Feels Like the First Time"            | Foreigner                           |
| "Fortunate Son"                        | Creedence Clearwater Revival        |
| "Free Ride"                            | The Edgar Winter Group              |
| "Fury of the Storm"                    | DragonForce                         |
| "Get Free"                             | The Vines                           |
| "Ghost"                                | Slash featuring Ian Astbury         |
| "Graduate"                             | Third Eye Blind                     |
| "Hard to See"                          | Five Finger Death Punch             |
| "Holy Wars… The Punishment Due"        | Megadeth                            |
| "How You Remind Me"                    | Nickelback                          |
| "I Know What I Am"                     | Band of Skulls                      |
| "I'm Broken"                           | Pantera                             |
| "I'm Not Okay (I Promise)"             | My Chemical Romance                 |
| "If You Want Peace... Prepare for War" | Children of Bodom                   |
| "Indians"                              | Anthrax                             |
| "Interstate Love Song"                 | Stone Temple Pilots                 |
| "It's Only Another Parsec..."          | RX Bandits                          |
| "Jet City Woman"                       | Queensrÿche                         |
| "Lasso"                                | Phoenix                             |
| "Listen to Her Heart"                  | Tom Petty and the Heartbreakers     |
| "Losing My Religion"                   | R.E.M.                              |
| "Love Gun"                             | Kiss                                |
| "Lunatic Fringe"                       | Red Rider                           |
| "Machinehead"                          | Bush                                |
| "Modern Day Cowboy"                    | Tesla                               |
| "Money for Nothing" (singleversie)     | Dire Straits                        |
| "Motivation"                           | Sum 41                              |
| "Move It On Over" (Live)               | George Thorogood and the Destroyers |
| "Nemesis"                              | Arch Enemy                          |
| "No More Mr. Nice Guy"                 | Alice Cooper                        |
| "No Way Back"                          | Foo Fighters                        |
| "The Outsider"                         | A Perfect Circle                    |
| "Paranoid" (Live)                      | Metallica & Ozzy Osbourne           |
| "Pour Some Sugar on Me" (Live)         | Def Leppard                         |
| "Psychosocial"                         | Slipknot                            |
| "Ravenous"                             | Atreyu                              |
| "Re-Ignition" (Live)                   | Bad Brains                          |
| "Renegade"                             | Styx                                |
| "(You Can Still) Rock in America"      | Night Ranger                        |
| "Rockin' in the Free World"            | Neil Young                          |
| "Savior"                               | Rise Against                        |
| "Scumbag Blues"                        | Them Crooked Vultures               |
| "Self Esteem"                          | The Offspring                       |
| "Setting Fire to Sleeping Giants"      | The Dillinger Escape Plan           |
| "Seven Nation Army"                    | The White Stripes                   |
| "Sharp Dressed Man" (Live)             | ZZ Top                              |
| "Slow Hands"                           | Interpol                            |
| "Speeding"                             | Steve Vai                           |
| "Stray Cat Blues"                      | The Rolling Stones                  |
| "Sudden Death"                         | Megadeth                            |
| "Suffocated"                           | Orianthi                            |
| "Theme from Spider-Man"                | Ramones                             |
| "There's No Secrets This Year"         | Silversun Pickups                   |
| "This Day We Fight!"                   | Megadeth                            |
| "Tick Tick Boom"                       | The Hives                           |
| "Ties That Bind"                       | Alter Bridge                        |
| "Tones of Home"                        | Blind Melon                         |
| "Unskinny Bop"                         | Poison                              |
| "Uprising"                             | Muse                                |
| "Waidmanns Heil"                       | Rammstein                           |
| "We're Not Gonna Take It"              | Twisted Sister                      |
| "What Do I Get?"                       | Buzzcocks                           |
| "Wish"                                 | Nine Inch Nails                     |